# Nadia Labidi
Nadia Labidi (nhũ danh Cherabi; sinh ngày 18 tháng 7 năm 1954) là nhà sản xuất phim, đạo diễn phim và chính trị gia người Algérie. Bà là Bộ trưởng Bộ Văn hóa từ ngày 5 tháng 5 năm 2014  đến tháng 5 năm 2015. Việc làm phim của bà là "có trụ sở tại Pháp và do Pháp tài trợ". Bộ phim tài liệu đầu tiên của cô là Fatima Amaria vào năm 1993 và bộ phim đầu tiên của cô là The Other side of the Mirror năm 2007.

## Những năm đầu và giáo dục
Labidi sinh ra ở Aïn Madhi vào năm 1954. Bà học xã hội học tại Đại học Algiers và nhận bằng tiến sĩ. tại Sorbonne (Quay phim, 1987).

## Sự nghiệp
Từ năm 1978 đến năm 1994, Labidi làm việc tại Trung tâm nghệ thuật và Trung tâm công nghiệp điện ảnh Algérie Algérien đổ l'Art et l'Industrie Cinématographiques (CAAIC) làm giám đốc sản xuất.  Bà cũng là giáo sư tại Khoa Khoa học Thông tin và Truyền thông của Đại học Algiers III trước khi cô trở thành Bộ trưởng Văn hóa tại Chính phủ Algérie vào ngày 6 tháng 5 năm 2014.
Năm 1991, Labidi làm trợ lý giám đốc tại tổ chức newsreel của Algeria, Agence Nationale des Actualités Filmées (ANAF). Tại CAAIC, bà chuyển sự chú ý của mình từ sản xuất sang làm phim với một sự quan tâm đặc biệt đến docudrama. Bà đã đạo diễn L'exile de Bougie (The Exile of Bougie; 1997) và Fatima Amaria (với Malek Laggoune, 1993).
Labidi thành lập công ty sản xuất Procom International vào năm 1994. Trong nhiều năm, Procom International chỉ dành riêng cho phim tài liệu và đảm bảo sản xuất ba mươi chương trình cho truyền hình Algérie. Năm 2002, công ty mở rộng sang phim viễn tưởng và phim truyện (quay trong 35mm), được hợp tác sản xuất với truyền hình Algérie (ENTV) và với sự hỗ trợ của Bộ Văn hóa. 
Fatima Amaria, được sản xuất vào năm 1993, là bộ phim tài liệu đầu tiên của Labidi, nói về cuộc sống của một phụ nữ trẻ trong một cộng đồng tôn giáo ở miền nam Algérie; Những người phụ nữ liên quan chưa bao giờ được quay phim trước đó, vì vậy Labidi cảm thấy điều quan trọng là phải chiếm được lòng tin của họ trước khi quay.
Bộ phim đầu tay của bà với vai trò đạo diễn là The Other side of the Mirror (L'envers du miroir, 2007). Bà cũng tham gia với Procom trong việc sản xuất hai bộ phim khác: Women Alive (Vivantes! / A'ichhate, 2006) với đạo diễn nổi tiếng Saïd Ould Khelifa và Wounded palm (Les palmiers phước lành, 2010) với đạo diễn người Tunisia Abdllatif ben Ammar.

## Đóng phim
- 1993, Fatima Amaria [6]
- 2007, The Other Side of the Mirror [3]
- 2008, Women Alive! / Vivantes! / A'ichate (nhà sản xuất) [3]
- 2010, Wounded palm / Les palmiers blesses (nhà sản xuất) [3]